# Paratettix bruneri
Paratettix bruneri är en insektsart som först beskrevs av Hancock, J.L. 1906.  Paratettix bruneri ingår i släktet Paratettix och familjen torngräshoppor. Inga underarter finns listade i Catalogue of Life.